# Bert de Jong

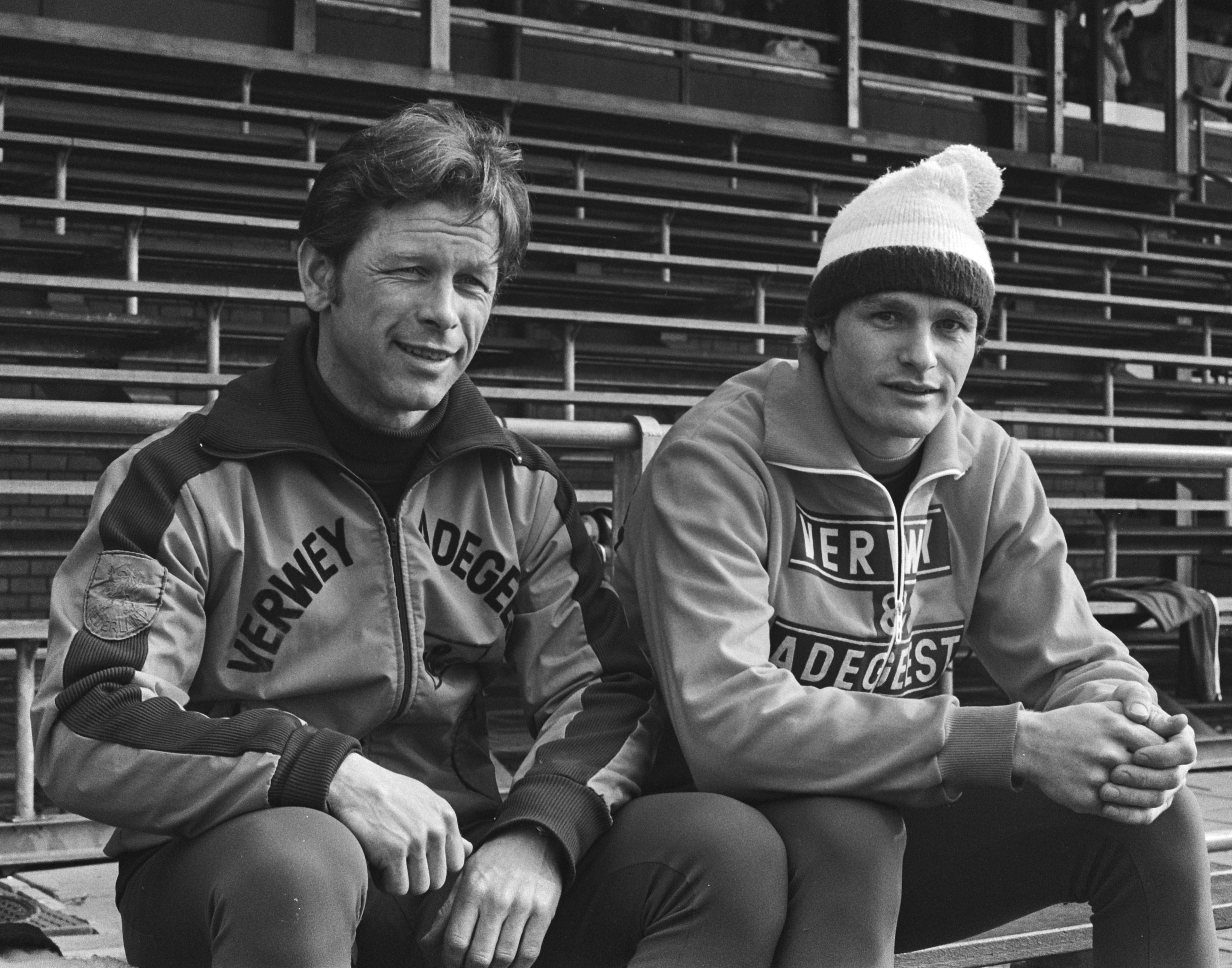
Bert de Jong (rechts) zusammen mit Henk Gemser 1977

Bert de Jong (* 12. Juni 1955 in Grou) ist ein ehemaliger niederländischer Eisschnellläufer.

## Werdegang
De Jong nahm von 1969 bis 1981 an nationalen Wettbewerben teil und erreichte dabei im Jahr 1980 mit dem dritten Platz im Sprint-Mehrkampf seine beste Platzierung bei niederländischen Meisterschaften. International startete er erstmals in der Saison 1975/76 und errang in der Saison 1976/77 nach Platz drei im Sprint-Mehrkampf bei einem internationalen Wettbewerb in Inzell, bei der Sprintweltmeisterschaft 1977 in Alkmaar den 11. Platz. In der Saison 1978/79 siegte er im Sprint-Mehrkampf bei einem internationalen Wettbewerb in Davos und lief bei der Sprintweltmeisterschaft 1979 in Inzell auf den 13. Platz. In der folgenden Saison kam er bei der Sprintweltmeisterschaft 1980 in West Allis erneut auf den 11. Platz und startete bei den Olympischen Winterspielen 1980 in Lake Placid letztmals international. Dabei belegte er den 16. Platz über 500 m, den 13. Rang über 1500 m sowie den sechsten Platz über 1000 m.

## Erfolge

### Olympische Spiele
- 1980 Lake Placid: 6. Platz 1000 m, 13. Platz 1500 m, 16. Platz 500 m

### Sprint-Weltmeisterschaften
- 1977 Alkmaar: 11. Platz Sprint-Mehrkampf
- 1979 Inzell: 13. Platz Sprint-Mehrkampf
- 1980 West Allis: 11. Platz Sprint-Mehrkampf

## Persönliche Bestleistungen
| Disziplin | Zeit         | Datum             | Ort         |
| --------- | ------------ | ----------------- | ----------- |
| 500 m     | 38,60 s      | 19. Januar 1980   | Davos       |
| 1000 m    | 1:16,18 min  | 19. Januar 1980   | Davos       |
| 1500 m    | 1:59,83 min  | 13. Februar 1980  | Lake Placid |
| 3000 m    | 4:33,40 min  | 26. Februar 1979  | Heerenveen  |
| 5000 m    | 7:48,97 min  | 30. Dezember 1975 | Inzell      |
| 10.000 m  | 17:21,74 min | 10. Januar 1976   | Groningen   |